# Список журналів видавництва «Педагогічна преса»
Видавництво «Педагогічна преса» засноване Міністерством освіти України у 1990-х роках у Києві, спеціалізується на виданні науково-методичних та інформаційних періодичних видань. За період видання видавництвом журналів було засновано понад 15 найменувань. Найдовше існував «Інформаційний збірник для освітян» (понад 100 років, якщо враховувати період до підпорядкування видавництву), найдовше в незалежній Україні існували журнали засновані у 1995 році та закриті у 2022 (майже 30 років; детальніше див. список), найменше існував журнал «Країна дошкілля» (не більше 8 років).
У цьому списку в алфавітному порядку подані журнали, які видавало видавництво, зазначено основну інформацію про них, а саме: назву (в окремому розділі подані попередні назви та роки, якщо журнал перейменовували), роки видання, періодичність виходу, призначення, зміст (рубрики зазначені у окремих статтях про журнали або на сайті видавництва), головних редакторів журналу.

## Список
Примітка:
- Роком припинення видання вказано «2022», коли на сайті НБУВ вказано «останнє надходження: 2022» і немає інших даних.
- У стовпчику «Головний редактор» вказано не усіх, а лише останнього головного редактора. Про попередніх редакторів вказано на окремих сторінках відповідних журналів, якщо про це відомо з ЕСУ чи інших джерел.

| Назва                                           | Роки видання                                                | Періодичність                    | Призначення | Зміст | Головний редактор | Примітки                  |
| ----------------------------------------------- | ----------------------------------------------------------- | -------------------------------- | --- | --- | ----------------- | ------------------------- |
| «Біологія і хімія в рідній школі»               | 1995—2022                                                   | раз на 2 місяці (6 разів на рік) | для вчителів біології, екології, хімії, методистів, науковців, аспірантів | методичні рекомендації, навчальні програми, розробки уроків, дидактичні матеріали; педагогічний досвід; олімпіадні задачі та їх розв'язання; статті про природоохоронну діяльність, збереження біорозмаїття, про вчених тощо. | Величко Л.        | [ 1 ] [ 2 ] [ 3 ] [ 4 ]   |
| «Вища освіта України»                           | 2001—дотепер (з 2023 видає УДУ ім. Драгоманова)             | щоквартально (4 рази на рік)     | для наукових, науково-педагогічних працівників, аспірантів, докторантів, інших вчених, слухачів, студентів, педагогів ЗВО, та всіх, хто цікавиться сучасним станом, історією та перспективами розвитку вищої освіти в Україні | матеріали з проблем організації та розвитку вищої освіти в Україні, методології і методики освітнього процесу, висвітлює моделі освіти і навчання в зарубіжних країнах.                                                       | Андрущенко В.     | [ 1 ] [ 2 ] [ 5 ] [ 6 ]   |
| «Всесвітня література в школах України»         | 1976—2022                                                   | щомісяця                         | для вчителів зарубіжної літератури та раніше російської мови й літератури | досвід вчителів; зв'язки творів зарубіжної літератури з українською; адаптація здобутків зарубіжного та вітчизняного літературознавства до практики викладання предмета.                                                      | Гревцева Т.       | [ 1 ] [ 2 ] [ 7 ] [ 8 ]   |
| «Географія та економіка в рідній школі»         | 1995—2022                                                   | щомісяця                         | для вчителів географії та економіки | статті з методики викладання географії та основ економічних знань; матеріали наукових досліджень; біографії вчених-географів, нобелівських лауреатів з економіки.                                                             | Задорожний М.     | [ 1 ] [ 2 ] [ 9 ] [ 10 ]  |
| «Гуманітарні науки»                             | 2000—2013                                                   | двічі на рік                     | для науковців гуманітарних дисциплін | теоретичні положення і практичні результати, інноваційні здобутки, перспективи розвитку та проблеми сучасної гуманітарної освіти.                                                                                             | Глузман О.        | [ 11 ] [ 12 ]             |
| «Іноземні мови в школах України»                | 2002—2022                                                   | раз на 2 місяці (6 разів на рік) | для вчителів англійської, німецької, французької, іспанської, польської та інших мов, які вивчають в Україні | інформація про специфіку викладання іноземних мов у початковій, середній, старшій та вищій школі; нові підручники, методичні напрацювання; поради щодо оформлення кабінетів, культурологічна і країнознавча інформація.       | Буренко В.        | [ 1 ] [ 2 ] [ 13 ] [ 14 ] |
| «Інформаційний збірник для освітян»             | 1919—2022                                                   | щомісяця                         | для педагогічних працівників усіх рівнів | офіційні документи МОН. | Берізко Н.        | [ 1 ] [ 2 ] [ 15 ] [ 16 ] |
| «Історія в рідній школі»                        | 1995—2022                                                   | щомісяця                         | для вчителів Історії України, всесвітньої історії, правознавства, етики, курсу «Людина і світ» | методичні рекомендації до викладання соціально-гуманітарних дисциплін, матеріали про розвиток громадянської та правової освіти.                                                                                               | Ладиченко Т.      | [ 1 ] [ 2 ] [ 17 ] [ 18 ] |
| «Країна дошкілля»                               | 2014—?                                                      | щомісяця                         | для педагогів дошкільних установ і батьків | правове забезпечення, впровадження новітніх технологій у дошкільну освіту, методичні та психологічні поради тощо. | Вороніна Т.       | [ 19 ]                    |
| «Математика в рідній школі»                     | 1997—2022                                                   | щомісяця                         | для вчителів математики (алгебри, геометрії) | питання з методики математичної освіти, проблеми профільного навчання, історія науки. | Васильєва Д.      | [ 1 ] [ 2 ] [ 20 ] [ 21 ] |
| «Наша Берегиня»                                 | 1995—2013                                                   | щоквартально (4 рази на рік)     | для жінок, народознавців, вихователів, вчителів, краєзнавців тощо. | матеріали про народну педагогіку, розповіді про традиції виховання, практичні поради для батьків, розробки тематичних виховних заходів, сценарії календарно-обрядових та сучасних шкільних свят.                              | Скуратівська Я.   | [ 22 ] [ 23 ]             |
| «Особлива дитина: навчання і виховання»         | 1995—дотепер (з 2024 видає Інститут спеціальної педагогіки) | щоквартально (4 рази на рік)     | для дефектологів, корекційних педагогів | матеріали з проблем спеціальної педагогіки; технології корекційно-компенсаторного навчання, виховання і розвитку дітей з особливими потребами, технології соціально психологічної роботи з їхніми батьками.                   | Засенко В.        | [ 1 ] [ 2 ] [ 24 ] [ 25 ] |
| «Професійна освіта»                             | 1997—2022                                                   | щоквартально (4 рази на рік)     | для працівників профтехосвіти | матеріали з питань дидактики та історії професійної школи, виховання, професійної орієнтації та ефективного навчання предметів різного профілю в ПТНЗ, «коментарі та статті провідних профтехосвітян»                         | Ничкало Н.        | [ 1 ] [ 2 ] [ 26 ]        |
| «Педагогіка і психологія»                       | 1993—2019                                                   | щоквартально (4 рази на рік)     | для педагогів та психологів | питання методології та історії педагогіки, теорії і практики навчання й виховання, професійної освіти, соціальної педагогіки, діяльність установ НАПНУ.                                                                       | Кремень В.        | [ 2 ] [ 27 ]              |
| «Русская словесность в школах Украины»          | 1997—2016                                                   | раз на 2 місяці (6 разів на рік) | для вчителів російської мови та літератури | актуальні проблеми, дослідження, перспективи щодо методичної підготовки вчителів російської мови й літератури, розробки уроків, коментарі та статті тощо                                                                      | ?                 | [ 2 ]                     |
| «Трудова підготовка в рідній школі»             | 1995—2022                                                   | щоквартально (4 рази на рік)     | для вчителів трудового навчання | офіційні інформаційні матеріали МОН України, статті, що висвітлюють науково-методичні заходи з предмета «Трудове навчання», методичні рекомендації, наукові статті, розробки уроків, сценарії позакласних заходів             | Кільдеров Д.      | [ 1 ] [ 2 ] [ 28 ]        |
| «Українська мова і література в школах України» | 1999—2022                                                   | раз на 2 місяці (6 разів на рік) | для вчителів української мови та літератури | матеріали з питань методики навчання української мови й літератури, мовознавства та естетичного виховання шкільної молоді тощо                                                                                                | Караман С.        | [ 1 ] [ 2 ] [ 29 ]        |
| «Фізика та астрономія у рідній школі»           | 1996—2022                                                   | раз на 2 місяці (6 разів на рік) | для вчителів фізики та астрономії | проблеми фізичної освіти та академічної науки, найновіші наукові дослідження, методичні розробки уроків, дидактичні матеріали, реформа шкільної освіти                                                                        | Чумак М.          | [ 1 ] [ 2 ] [ 30 ]        |
| «Фізичне виховання в рідній школі»              | 1996—2022                                                   | раз на 2 місяці (6 разів на рік) | для вчителів фізкультури | питання з методики, практики і досвіду в галузі фізичного виховання, розробки уроків тощо | Дмитренко К.      | [ 1 ] [ 2 ] [ 31 ]        |

## Попередні назви
Примітка: Попередні назви подані за даними НБУВ.
| «Біологія і хімія в рідній школі» - до 2012 — «Біологія і хімія в школі»; - до 2014 — «Біологія і хімія в сучасній школі» |
| «Всесвітня література в школах України» - з 1976 по 1986 — «Русский язык и литература в школах УССР»; - з 1987 по 1992 — «Русский язык и литература в средних учебных заведениях Украины»; - з 1993 по 1996 — «Відродження»; - з 1996 по 2011 — «Всесвітня література в середніх навчальних закладах України»; - до 2013 — «Всесвітня література в сучасній школі» |
| «Географія та економіка в рідній школі» - до 2012 — «Географія та основи економіки в школі»; - до 2014 — «Географія та економіка в сучасній школі» |
| «Іноземні мови в школах України» - до 2012 — «Іноземні мови в навчальних закладах»; - до 2014 — «Іноземні мови в сучасній школі» |
| «Інформаційний збірник для освітян» - з 1919 по 1920 — «Народное просвещение»; - з 1920 по 1921 — «Збірник декретів, постанов, наказів та розпоряджень по Народному комісаріяту освіти»; - з 1921 по 1922 — «Бюлетень офіціальних розпоряджень і повідомлень Нарком освіти»; - з 1923 по 1934 — «Бюлетень Народного комісаріату освіти»; - з 1934 по 1936 — «Збірник наказів Народного комісаріату освіти»; - з 1936 по 1941 — «Збірник наказів та розпоряджень Народного комісаріату освіти УРСР»; - з 1945 по 1989 — «Збірник наказів та розпоряджень Міністерства вищої і середньої спеціальної освіти УРСР»; - з 1989 по 1992 — «Українська РСР. Міністерство народної освіти. Інформаційний збірник»; - до 2012 — «Інформаційний збірник Міністерства освіти і науки України»; - з 2012 по 2013 — «Інформаційний збірник та коментарі Міністерства освіти і науки, молоді та спорту України»; - до 2019 — «Інформаційний збірник та коментарі Міністерства освіти і науки України» |
| «Історія в рідній школі» - до 2012 — «Історія в школах України»; - до 2014 — «Історія в сучасній школі» |
| «Математика в рідній школі» - до 2012 — «Математика в школі»; - до 2014 — «Математика в сучасній школі» |
| «Наша Берегиня» - до 2012 — «Берегиня» |
| «Особлива дитина: навчання і виховання» - до 2012 — «Дефектологія»; - з 2013 — «Дефектологія. Особлива дитина: навчання і виховання» |
| «Професійна освіта» - до 2018 — «Професійно-технічна освіта» |
| «Трудова підготовка в рідній школі» - до 2012 — «Трудова підготовка в закладах освіти»; - до 2014 — «Трудова підготовка в сучасній школі» |
| «Українська мова і література в школах України» - до 2012 — «Українська мова й література в середніх школах, гімназіях, ліцеях та колегіумах»; - до 2014 — «Українська мова й література в сучасній школі» |
| «Фізика та астрономія у рідній школі» - до 2012 — «Фізика та астрономія в школі»; - до 2014 — «Фізика та астрономія в сучасній школі» |
| «Фізичне виховання в рідній школі» - до 2012 — «Фізичне виховання в школі»; - до 2014 — «Фізичне виховання в сучасній школі» |

## Статистика по роках
До 1991 року засновано 2 журнали; у 1993 — 1; у 1995 — 5; у 1996 — 2; у 1997 — 3; у 1998 — 0; у 1999 — 1; у 2000 — 1; у 2001 — 1; у 2002 — 1; з 2003 по 2013 — 0; у 2014 — 1.
До 2012 року жодного журналу не закривали; у 2013 — 2; у 2016 — 1; у 2017, 2018 — 0; у 2019 — 1; у 2020, 2021 — 0; у 2022 — 12. Два журнали продовжили видавати інші установи.